# ランニング〜夢のその先に〜
『ランニング〜夢のその先に〜』(런닝, 구)は2010年6月10日から6月17日にかけて放送されたMBCのテレビドラマ。慶州市を舞台にした青春ラブストーリーである。

## 登場人物

### 主要人物
- ク・デグ(具大求) - ペク・ソンヒョン
- ホ・ジマン(許地滿) - ユ・ヨンソク
- ムン・ヘンジュ(文幸周) - パク・ミニョン

### チームメイト
- パク・ダルジェ - チョン・ギュス
- ナ・ジュンス - コ・ユヌ
- シン・ギロク - シン・ヒョンタク

### その他
- ク・サンマン - チョン・インテク
- ウンミ - キム・ミギョン
- ホ・ジョンイル - チェ・ジョンウ
- ヨンス - イ・ダリョン
- ファン・ソンリュル - ソ・ボムシク
- 副市長 - パク・ヨンギ

## 視聴率
| 話数       | 放送日         | TNmS 視聴率    | AGB 視聴率     |
| 話数       | 放送日         | 大韓民国(全国) | 大韓民国(全国) |
| ---------- | -------------- | -------------- | -------------- |
| 1          | 2010年 6月10日 | 4.9%           | 5.0%           |
| 2          | 2010年 6月16日 | 3.8%           | 4.1%           |
| 3 4        | 2010年 6月17日 | 4.7%           | 5.4%           |
| 平均視聴率 | 平均視聴率     | 4.7%           | 4.6%           |